# Мансилья, Лусио Викторио
Лусио Викторио Мансилья (исп. Lucio Victorio Mansilla; 23 декабря 1831, Буэнос-Айрес — 8 октября 1913, Париж) — генерал-майор аргентинской армии, журналист, писатель, политик и дипломат. С 1878 по 1879 год — губернатор Национальной территории Гран-Чако.

## Ранняя жизнь и семья
Родился 23 декабря 1831 года в Буэнос-Айресе. Старший сын аргентинского полковника и политика Лусио Норберто Мансильи (1792—1871), который считался героем битвы при Вуэльта-де-Облигадо, и 15-летней Августины Ортис де Росас (1816—1898), младшей сестры Хуана Мануэля де Росаса. Одной из его сестер была известная писательница и журналистка Эдуарда Мансилья.
После окончания школы он устроился на работу в местную фирму, где вел бухгалтерские книги. Он встретил и влюбился в одну из своих кузин, Каталину, на которой он затем женился.

## Взрослая жизнь

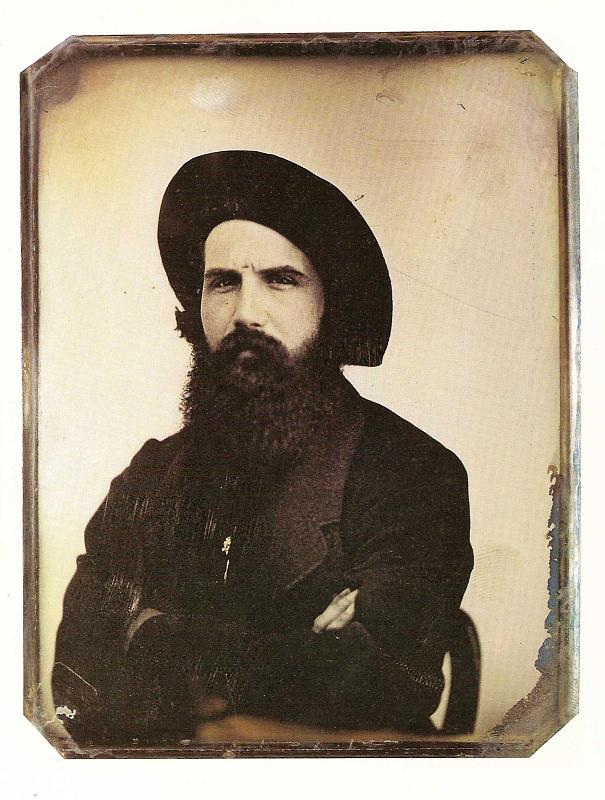
Возможный портрет Мансильи, около 1855 года.

После возвращения в Буэнос-Айрес его отправили работать на семейный соляной завод, расположенный недалеко от Сан-Николаса, которым заведовал его отец, где он жил в доме последнего в этом городе. Там он проводил свободное время, читая книги из отцовской библиотеки. Однажды он был удивлен, увидев, как его отец читает общественный договор Руссо, который определял, что его отец, опасаясь, что такие чтения достигнут ушей его дяди Хуана Мануэля, мало расположенного к этим наклонностям, решил отправить комиссию, чтобы приобрести товары в поездку в Индию, страны Востока и Европу, где он знал экзотические места того времени, такие как Калькутта и Египет, закончив свою поездку в Лондоне и Париже.
Узнав о восстании Хусто Хосе де Уркисы против своего дяди и обеспокоенный судьбой своей семьи, Лусио Мансилья вернулся в страну после трехлетнего отсутствия. В 1852 году он вступил в армию, сражаясь среди сторонников Конфедерации. После свержения Хуана Мануэля де Росаса в результате битвы при Касеросе он предпринял ещё одно путешествие в Европу в компании своего отца и брата Лусио Норберто, разделив часть пути в Бразилию с Доминго Сармьенто. После его возвращения в августе 1852 года возобновился его роман со своей кузиной Каталиной, на которой он женился 18 сентября 1853 года.
В 1854 году у них родился первый сын Андрес Пио. Около 1856 года он заинтересовался журналистикой, но произошел инцидент в театре, где он громко оскорбил сенатора Хосе Мармоля, вызвав его на дуэль за оскорбление, нанесенное его семье в романе «Амалия». Это закончилось для него тюремным заключением и изгнанием из города, что привело к его переезду в город Парана, столицу Аргентины того времени. Он занимался политической журналистикой и стал секретарем Сальвадора Марии дель Карриля.

## Военная и политиеческая карьера
Луси Мансилья участвовал в Парагвайской войне (1864—1870), он принимал участие в битвах при при Умаите, при Эстеро-Бельяко, Туюти, Бокероне и Саусе. Он получил травму в битве при Курупайти. В 1868 году он дослужился до звания майора и подполковника и служил военным секретарем генерала Эмилио Митре, пока его не сменил его друг, подполковник Агустин Мариньо. Позднее он дослужился до звания полковника благодаря своей поддержке президентской кампании Доминго Фаустино Сармьенто. В силу этого он намеревался, чтобы Санхуанино назначил его военным министром в своем кабинете, но тот не согласился и вместо этого отправил его на службу на южную границу провинции Кордова, под командование генерала Арредондо.

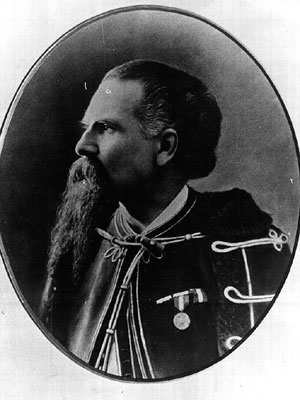
Фотография Мансильи во время «Парагвайской войны».

После назначения командующим южными границами в провинции Кордова он посвятил себя тщательному исследованию местности между реками Куарто и Квинто, в результате чего была создана подробная топографическая карта. Затем он подготовился и в сопровождении двух францисканских монахов и небольшого эскорта отправился в пампасы, чтобы мирно договориться с индейцами. 30 марта 1870 года он отправился из Форта Сармьенто (недалеко от нынешнего города Вилья-Сармьенто, примерно в 150 км к юго-западу от города Рио-Куарто) в Лагуна-Леубуко, на землях вождя племени ранкель Мариано Росаса. Он также посетил вождей Рамона Кабрала и Байгорриту. Он вернулся в Вилья-Мерседес и прибыл в Форт Сармьенто 17 апреля 1870 года. В результате этого опыта он написал серию писем, впервые опубликованных в газете Буэнос-Айреса La Tribuna как продолжение, а вскоре после этого изданных в формате книги, рассказ, который составляет его самое известное литературное произведение, «Поездка к индейцам племени Ранкель».

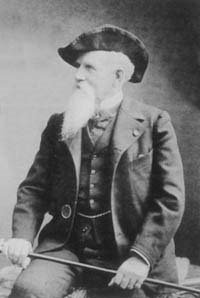
Лусио Викторио Мансилья

По возвращении из своей экспедиции, которая длилась двадцать дней, в Вилья-Мерседес Мансилья оказался отстраненным от должности, поскольку, не посоветовавшись со своим начальником, он приказал казнить рецидивиста-дезертира после очень короткого военного совета. Президент Доминго Фаустино Сармьенто закрыл резюме, сделав его доступным, с предупреждением в своем послужном списке.
Затем он посвятил себя журналистике, писал статьи в газеты того времени. Два года спустя его друг Николас Авельянеда, президент Аргентины в 1874—1880 годах, восстановил его в военной должности начальника штаба в Кордове, а затем начальника пограничной охраны и военного интенданта.
С 1882 года он был депутатом правительства Хулио Архентино Роки, президента Аргентины в 1880—1886 годах, а затем выполнял дипломатические миссии за рубежом. В конце 1895 года умерла его жена Каталина, о чём он узнал несколько месяцев спустя, когда был на миссии в Ницце. В 1896 году он поселился в Париже, где подал заявление об увольнении из армии, а два года спустя опубликовал биографию своего дяди Хуана Мануэля де Росаса в форме историко-психологического эссе, а затем два политических эссе: «Накануне» (1903) и «Страна без граждан» (1907), а также отправил статьи в издательство Буэнос-Айреса. К тому времени, во время эпидемии жёлтой лихорадки в Буэнос-Айресе (1871 г.), его отец и старший сын уже умерли, а затем та же участь постигла и двух других сыновей из-за других болезней.
Ему был 71 год, когда он начал писать свои «Мемуары», в которых он вспоминал эпизоды своего детства и юности, продолжая при этом отправлять записки из Парижа в El Diario de Buenos Aires. В конце 1898 года во время короткой поездки на родину он познакомился с Моникой Торроме, вдовой Уэрго, отец которой основал коммерческую фирму в Лондоне. В 1899 году он женился на ней во второй раз, а затем в 1902 году окончательно поселился в Париже, выполнив несколько дипломатических миссий в других частях Европы, от которых он в том же году отказался. В последние годы жизни он страдал от начинающейся слепоты и умер в этом городе 8 октября 1913 года. Он является одним из пяти денди Буэнос-Айреса в книге Пилар де Лусарреты.

## Труды
- От Адена до Суэца (1855)
- Африканская месть (1864)
- Экскурсия к индейцам племени Ранкель (1870)
- Между нами: Четверговые казусы (1889/90, 5 томов)
- Портреты и воспоминания (1894)
- Нравственные исследования, или Дневник моей жизни (1896)
- Росас, историко-психологический очерк (1898)
- Максимы и мысли (1904)
- Мои воспоминания (1904)
- Путешественник планеты. Путевые заметки. Выбор Сандры Контрерас (2012)
- В Монтевидео в 1877 году он написал «Уна Уака», «Исповедь пирата» и «Президентский кризис в Соединённых Штатах».